# Jugureni
Jugureni é uma comuna romena localizada no distrito de Prahova, na região de Muntênia. A comuna possui uma área de 26.85 km² e sua população era de 636 habitantes segundo o censo de 2007.